# Concerto cho violin số 2 (Mozart)
Bản concerto cho vĩ cầm số 2, cung Rê trưởng, K. 211 là một sáng tác bởi Wolfgang Amadeus Mozart năm 1775. Concerto có cấu trúc nhanh-chậm-nhanh theo thông thường. Các chương của tác phẩm có các tiêu đề theo nhịp độ:
1. Allegro moderato
2. Andante
3. Rondeau, Allegro

Audio playback is not supported in your browser. You can download the audio file.
Audio playback is not supported in your browser. You can download the audio file.
Audio playback is not supported in your browser. You can download the audio file.
Concerto này thường kéo dài khoảng 20 phút.